# Andrée Jacob
Andrée Jacob (22 de julho de 1906 - 6 de fevereiro de 2002 - Paris), é uma figura da Resistência Francesa. Ela foi companheira da lutadora da resistência Éveline Garnier e prima do artista Max Jacob.
Trabalhando inicialmente no mundo editorial, ela participou ativamente na Resistência durante a Segunda Guerra Mundial, tornando-se depois jornalista do jornal Le Monde, antes de participar na defesa do património cultural parisiense.

## Biografia
Vinda de uma família judia de comerciantes, ela nasceu em 22 de julho de 1906 no 3.° arrondissement de Paris.
Ela é companheira de outra combatente da resistência, Éveline Garnier, sobrinha do filósofo Jacques Maritain, que conheceu nos círculos católicos em que este estava envolvido.

### Durante a Segunda Guerra Mundial
Andrée Jacob, procurada por causa de suas origens judaicas, vive sob um nome falso e não usa a estrela amarela. Ela ajuda a salvar judeus e é muito ativa na rede Nap (Infiltração de administrações públicas),. Seu feito de guerra mais amoso foi a Libertação da Biblioteca Nacional de França no final de agosto de 1944, durante a Libertação de Paris, onde prendeu, à frente de um pelotão da FFI, o diretor apoiante de Vichy, Bernard Faÿ, e salvou os arquivos da biblioteca.

### Depois da Segunda Guerra Mundial
Andrée Jacob torna-se chefe do serviço de arquivos do Ministério de Assuntos de Veteranos. Em 1963, como cidadã comprometida, foi eleita vice-prefeita do 2.° arrondissement de Paris. De 1965 a 1985, foi jornalista do jornal Le Monde, onde escreveu uma Coluna sobre o velho Paris.
Membro da Comissão do Velho Paris desde 1986, escreveu várias obras sobre o património da capital francesa até 1991.
Ela morreu em 6 de fevereiro de 2002 no 7.° arrondissement de Paris. Ela está enterrada no cemitério de Montparnasse (divisão 24). Seu túmulo foi restaurado em 2022.

## Distinções
- Medalha da Resistência francesa (decreto de 23 de outubro de 1945)[3]

## Homenagens
Por ocasião do 75 aniversário da Libertação de Paris, a allée Andrée-Jacob e a allée Éveline-Garnier foram inauguradas no 2.° arrondissement de Paris em 29 de agosto de 2019.